# 山田孝雄
山田 孝雄（やまだ よしお、1875年〈明治8年〉8月20日 - 1958年〈昭和33年〉11月20日）は、日本の国語学者、国文学者、歴史学者。東北帝国大学教授を歴任。文化勲章受章。
独学の人として知られる。「契沖、真淵、宣長以来の国学の伝統に連なる最後の国学者」とも評される。

## 経歴
1873年、富山県富山市総曲輪（そうがわ）に於保多神社宮司山田方雄の次男として生れる。父は前田利保に歌を学んだ連歌の宗匠でもあった。履新小学校卒業。富山県尋常中学校を中退後、独学で小、中学校教員検定試験（文検）に合格。富山県内の小学校や兵庫、奈良、高知などの中学校で教員を務める。
1907年（明治40年）文部省国語調査委員会補助委員、1920年（大正9年）日本大学講師、1921年（大正10年）日本大学文学部国語科主任、1925年（大正14年）東北帝国大学講師、1927年（昭和2年）同教授に昇格。1929年（昭和4年）には「日本文法論」によって文学博士の学位を授与される。1933年（昭和8年）に退官。
1936年（昭和11年）に『国体の本義』編纂委員（国文担当）を務める。
1940年（昭和15年）に神宮皇學館大學学長、1941年（昭和16年）神祇院参与、同年肇国聖蹟調査委員、1942年（昭和17年）日本文学報国会理事、1944年（昭和19年）に学術研究会会議会員、同年5月18日、貴族院勅選議員に勅任、文部省国史編修官、1945年（昭和20年）7月には国史編修院長、同年愛宕神社名誉宮司となる。1946年（昭和21年）5月18日に貴族院議員を辞職し、同年公職追放となる。
1949年（昭和24年）仙台市に移り、国語辞典の編修に専念、1951年（昭和26年）に追放解除となる。1953年（昭和28年）に文化功労者顕彰、1957年（昭和32年）、富山県出身者として初の文化勲章を受章。また同年には富山市名誉市民にも推薦されている。1958年（昭和33年）、結腸癌のために入院先の東北大学附属病院で死去、85歳。従三位・勲二等旭日重光章。墓所は富山市内の長慶寺境内にある。富山市立図書館に「山田孝雄文庫」がある。

## 家族・親族
- 妻
  - 知（旧姓は稲坂）
- 子供
  - 男子
    - 山田忠雄（国語学・日本大学教授）『新明解国語辞典』編纂
    - 山田英雄（日本史学・新潟大学教授）
    - 山田俊雄（国語学・成城大学教授、同学長）『新潮国語辞典』編纂
    - 山田春雄

  - 女子
    - 山田さくら
    - 山田みづえ（俳人）
    - 山田さなえ - 今野さなへ（歌人）
    - 山田ちあき
    - 山田かをる
- 孫
  - 男子
    - 山田明雄（数学・新明解国語辞典編者）
    - 今野裕一（著述・編集者・ペヨトル工房主宰・『夜想』・編集長）
    - 今野真二（国語学・清泉女子大学教授）
    - 佐藤丘一（母山田ちあき長男　教員）
    - 佐藤健二（母山田ちあき次男　教員）

  - 女子
    - 佐藤さつき（母山田ちあき長女　教員）
    - 山田みどり（国語学・成蹊大学講師）

## 業績
山田が成し遂げた国語学は「山田国語学」として有名で、言語の形式ではなく言語の表す内容を重視する傾向にある。これに基づいた独自の体系的な文法理論は四大文法の一つ「山田文法」として知られている。この理論は堅実で実証的かつ独創性に溢れており、各時代の語法を記述的に整理し、文法史研究の基礎を築き上げ、敬語法や訓読研究など、文法学の新領域を開拓し、後の文法学界に多大な影響を与えた。
また、仮名遣いや五十音図、漢語などの研究を通じ、国語学の研究分野にも新方面を開いた。さらに、古写本の複製の他に、厳密な語学的注釈による国文学や、周到な研究による国史学などにも多大な尽力をはらった。一方で、戦前の国語改革を徹底的に批判すると共に、戦前国粋主義への思想的な裏付けを与えた可能性も指摘されている。

## 逸話
- 文法研究の原動力になった出来事は、兵庫県の鳳鳴義塾で教員をしていた頃、生徒から「主語につく『は』が主格でない場合にも使われている[注 4]」と質問され、答えに窮したことであった。以来、国文法に邁進するようになったという。
- 谷崎潤一郎は源氏物語の現代語訳をする時、訳した箇所をその都度郵送し、山田孝雄に校閲を依頼した。

## 主な著書
公刊された著書は70余冊、論文は約300編に上るという。

### 文法学
- 『日本文法論』（宝文館、1908年、1902年に一部先行刊）
- 『中等教育 国語沿革大要』（宝文館、1908年）
- 『奈良朝文法史』（宝文館、1913年、改版 1954年）
- 『平安朝文法史』（東京宝文館、1913年、宝文館、1952年改訂版）
- 『日本文法講義』（宝文館、1922年）
1922年訂正版、1941年再訂版、1954年改訂新版
- 『日本口語法講義』（宝文館、1922年）
- 『敬語法の研究』（宝文館、1924年、1931年訂正版、1970年復刻限定版）
- 『仮名遣の歴史』（宝文館、1929年）
- 『古代の語法』（日大堂書店、1930年）

（日本大学高等師範部国漢科・大正13年度講義、孔版印刷、菊判、全85頁）
- 『岩波講座日本文学 第2 日本文法要論』（岩波書店、1932年）
- 『漢文の訓読によりて伝へられたる語法』（宝文館、1935年）、doi:10.11501/1870273
- 『国語学史要』（岩波書店：岩波全書、1935年、復刊1984年）
- 『日本文法学概論』（宝文館、1936年）
- 『岩波講座国語教育 第6 国学と教育』（岩波書店、1936年）
- 『国語史 文字篇』（刀江書院、1937年）
- 『五十音図の歴史』（宝文館、1938年）
- 『国語の中に於ける漢語の研究』（宝文館、1940年、1958年訂正版）
- 『国語学史』（宝文館、1943年）
- 『俳諧文法概論』（宝文館、1956年）
- 『俳諧語談』（角川書店、1962年）

### 日本文学
- 『平家物語につきての研究 : 国語史料鎌倉時代之部 前編平家物語考』（文部省国語調査委員会、1911年）
  - 『平家物語考』（勉誠社、1968年）ISBN 9784585008019
- 『平家物語につきての研究 : 国語史料鎌倉時代之部 後編　上平家物語の語法』（文部省国語調査委員会、1914年）
  - 『平家物語の語法 上』（宝文館、1954年）
- 『平家物語につきての研究 : 国語史料鎌倉時代之部 後編　下平家物語の語法』（文部省国語調査委員会、1914年）
  - 『平家物語の語法 下』（宝文館、1954年）
- 『万葉集講義 巻第一』（宝文館、1928年）（宝文館、1932年、訂正増補版）
- 『万葉集講義 巻第二』（宝文館、1932年）
- 『万葉集講義 巻第三』（宝文館、1937年）
- 『岩波講座日本文学 第3 連歌及び連歌史』（岩波書店、1932年）
- 『岩波講座日本文学 第7 倭漢朗詠集』（岩波書店、1932年）
- 『源氏物語の音楽』（宝文館、1934年）
- 『古事記序文講義』（志波彦神社鹽竃神社、1935年）
- 『連歌法式綱要』（星加宗一 共編、岩波書店、1936年）
- 『連歌概説』（岩波書店、1937年）
- 『古事記上巻講義 一』（志波彦神社鹽竃神社、1940年）
- 『肇国の精神』（教学局〈国体の本義解説叢書〉、1939年）
- 『国体と修史』（教学局〈国体の本義解説叢書〉、1943年）
- 『三宝絵略注』（宝文館、1951年）doi:10.11501/2978818
- 『日本歌学の源流』（日本書院、1951年）doi:10.11501/1341563
- 『万葉集考叢』（宝文館、1955年）
- 『万葉集と日本文芸 : 生きて来た万葉集』（中央公論社、1956年）

### 日本史学・思想史
- 『戊申詔書義解』（宝文館、1909年）
- 『大日本国体概論』（宝文館、1910年）
- 『国民道徳原論』（宝文館、1924年）
- 『神皇正統記述義』（民友社、1932年）
- 『国体の本義』（宝文館、1933年、普及版1936年）
- 『国民精神作興に関する詔書義解』（宝文館、1933年）
- 『典籍説稿』（西東書房、1934年）
- 『国体の淵源を教ふる国生の物語』（西東書房、1935年）
- 『古代の祝詞に現れたる思想』（日本文化協會出版部、1936年）
- 『平田篤胤』（宝文館、1940年）
- 『我が国体』（神宮司庁、1940年）
- 『櫻史』（桜書房、1941年）
- 『国史に現れた日本精神』（朝日新聞社、1941年）
- 『神道思想史』（明世堂書店 神祇叢書、1943年）
- 『年号読方考証稿』（宝文館、1950年）
- 『典籍雑攷』（宝文館、1956年）

### その他
- 『古京遺文』（宝文館、1912年）
- 『一切経音義索引』（西東書房、1923年）
- 『国語政策の根本問題』（宝文館、1932年）
- 『国語尊重の根本義』（白水社、1938年）
- 『国語と国民性』〔「日本文化」第十四冊〕（日本文化協会、1938年）
- 『本邦教育の源』（東京府養正館、1938年）
- 『日本文化と日本精神』（日本文化中央連盟、1939年）
- 『教育に関する勅語義解』（宝文館、1940年）
- 『肇国の精神』〔「日本文化」第五十二冊〕（日本文化協会、1940年）
- 『教育の神髄』（朝日新聞社、1941年）
- 『国民教育と敬神』（宮城県学務部社寺兵事課、1942年）
- 『国語の本質』（白水社、1943年）
- 『敬神の本義』（石川県、1943年）
- 『敬神』（香川県、1943年）
- 『私の欽仰する近代人』（宝文館、1954年）
- 『君が代の歴史』（宝文館、1958年）

### 著作新版
- 『櫻史』（山田忠雄校訂・訳、講談社学術文庫、1990年、復刊2006年）。ISBN 4061589164
- 『山田孝雄 新村出　近代浪漫派文庫18』[注 5]（新学社、2006年）。ISBN 4786800767
- 『山田国語学入門選書1：日本文法学要論』（書肆心水、2009年）。ISBN 9784902854565
- 『山田国語学入門選書2：国語学史要』（書肆心水、2009年）。ISBN 9784902854572
- 『山田国語学入門選書3：日本文字の歴史』（書肆心水、2009年）。ISBN 9784902854589
- 『山田国語学入門選書4：敬語法の研究』（書肆心水、2010年）。ISBN 9784902854695
- 『日本文体の変遷　本文と解説』（勉誠出版、2017年）[注 6]。ISBN 9784585280323
- 『君が代の歴史』（講談社学術文庫、2019年）電子書籍版も刊。ISBN 4065147395
- 『国語の本質』（河出書房新社、2024年）。ISBN 9784309039442